# めぶきカード
株式会社めぶきカード（英: Mebuki Card CO.,LTD）は茨城県水戸市に本社を置くクレジットカード会社である。めぶきフィナンシャルグループの完全子会社。

## 概要
2021年（令和3年）4月1日、めぶきフィナンシャルグループ（以下、めぶきFG）傘下の銀行が持つカード事業である常陽クレジット（常陽銀行傘下）とあしぎんカード（足利銀行傘下）の株式をめぶきFGが取得し、常陽クレジットがあしぎんカードを吸収合併のうえ現社名に変更した。
三菱UFJニコス（DCブランド、茨城県・栃木県・埼玉県・福島県をテリトリーとしている）及びジェーシービー（JCB）のフランチャイジーとして加盟店の開拓を行う。クレジットカード発行（DCブランド）及び信用業務も行っているが、クレジットカードの新規受付は一部を除き常陽銀行または足利銀行での対応となる。

## 営業拠点
- 本社 - 茨城県水戸市南町3-4-12 常陽海上ビルディング4階[1]（旧・常陽クレジット）
- 宇都宮営業部 - 栃木県宇都宮市鶴田1-7-5 あしぎんビル[1]（旧・あしぎんカード）